# Diodon holocanthus
Diodon holocanthus, comunemente conosciuto come pesce istrice o pesce porcospino, è un pesce d'acqua salata appartenente alla famiglia Diodontidae.

## Distribuzione e habitat
Questa specie è diffusa nella fascia tropicale di tutti gli oceani della Terra, lungo le barriere coralline oceaniche.

## Descrizione

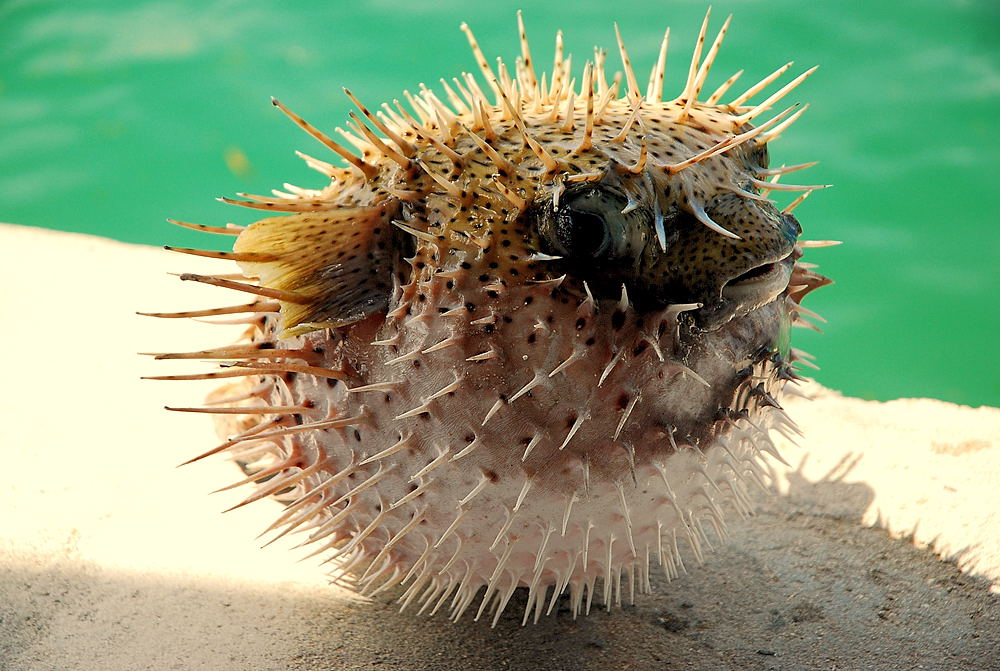
Un esemplare in atteggiamento difensivo

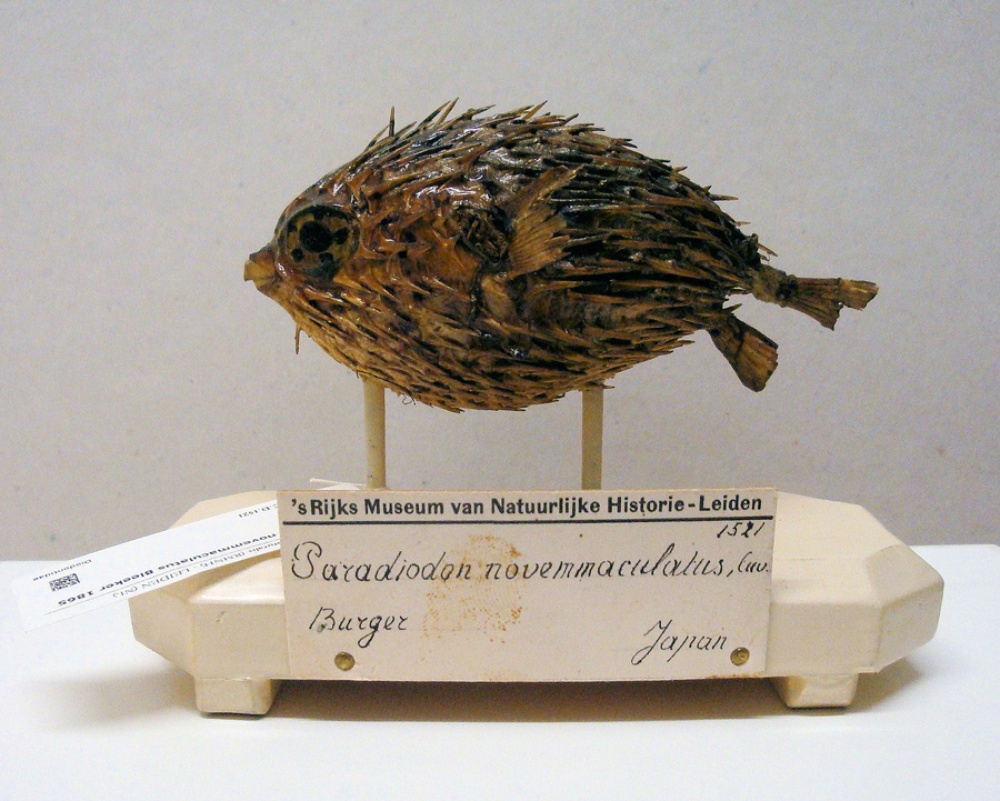
Esemplare da museo Naturalis

Presenta un corpo ovaloide, a sezione tondeggiante, con grossa testa e muso provvisto di becco coriaceo. La pinna dorsale e quella anale sono situate molto indietro, quasi sul peduncolo caudale; la testa e tutto il corpo sono ricoperti di spine erettili a doppia radice. La livrea presenta un colore di fondo sabbia o bianco sporco, puntinato di marrone. La testa e gli occhi sono attraversati da una fascia irregolare marrone. Raggiunge una lunghezza massima di 50 cm.
In caso di pericolo il pesce inghiotte rapidamente dell'acqua gonfiandosi enormemente ed inarcando gli aculei ossei che ricoprono la sua pelle cuoiosa, assumendo una forma tondeggiante a riccio. Questa operazione non è senza conseguenze per l'organismo del pesce istrice, che può subire alcuni danni agli organi interni.

## Riproduzione
La fecondazione è esterna, essendo una specie ovipara. La deposizione avviene tra maggio e giugno.

## Alimentazione
Questa specie si nutre di molluschi, granchi e ricci di mare.

## Pesca e usi
La pesca del pesce istrice non è molto diffusa se non in Cina, dove il corpo del pesce disseccato è utilizzato nella medicina cinese.

## Acquariofilia
Deve vivere in acquari ampi per poter nuotare liberamente. Occorrono circa 150 litri per un Diodon piccolo, circa 300 litri per uno grande.
È resistente alle malattie, a causa del suo appetito sono consigliabili frequenti ed abbondanti cambi parziali di acqua con sifonatura del fondo, trattamenti con ozono ed aggiunte regolari di oligoelementi e vitamine.

## Pericoli
D. holocanthus è causa di avvelenamenti da ciguatera in caso di ingestione di carni infette.

## Nella cultura di massa
- Bombo, uno dei personaggi dei film Alla ricerca di Nemo (2003) e Alla ricerca di Dory (2016) prodotti dalla Pixar Animation Studios è un pesce istrice.
- La Signora Puff, personaggio della serie Spongebob prodotta dalla Nickelodeon è un pesce istrice.